# Sagard (Rügen)
Sagard est une commune d'Allemagne, située dans l'arrondissement de Poméranie-Occidentale-Rügen du Land de Mecklembourg-Poméranie-Occidentale.

## Quartiers
- Groß Volksitz
- Gummanz
- Marlow
- Neuhof
- Polkvitz
- Quatzendorf
- Sagard
- Wostevitz
- Neddesitz

## Histoire
Sagard est mentionnée pour la première fois dans un document officiel en 1250 sous le nom de Zagard.

## Personnalités liées à la ville
- Hans Friedrich von Platen (1668-1743), général né au manoir de Sagard.